# Německá invaze do Dánska
K německé invazi do Dánska došlo v rámci tzv. operace Weserübung (Cvičení na Vezeře), když wehrmacht překročil dne 9. dubna 1940 dánské hranice. Boje trvaly přibližně šest hodin, což činí z německého tažení proti Dánsku nejkratší operaci druhé světové války.

## Pozadí invaze
Útok na Dánsko byl plánován jako součást německé Operace Weserübung – plánu na invazi do Norska. Cílem akce bylo především zabezpečit lodní přepravu železné rudy z Narviku. Za účelem obsazení Norska Němci hodlali ovládnout letiště u Aalborgu v severní části Jutského poloostrova. Vrchní velení Luftwaffe podporovalo záměr obsadit Dánsko kvůli rozšíření systému protivzdušné obrany, což by britským bombardérům ztížilo oblétávání německé obrany ze severu při jejich náletech na cíle v Německu. Kromě toho poskytovaly norské fjordy výborné zázemí pro německé ponorky při jejich akcích v severním Atlantiku.

## Plán útoku
Německé vrchní velení plánovalo kombinovaný útok na Dánsko za účelem co nejrychlejšího obsazení země prostřednictvím vzdušného výsadku na letiště Aalborg a překvapivého vylodění pěchoty z pomocných plavidel v Kodani za současného postupu pozemních sil přes Jutský poloostrov.
Dánská armáda sice měla informace o hrozícím útoku, ale dánská vláda zamítla její žádost rozmístit a připravit obranná postavení, protože těmito akcemi nechtěla poskytnout Německu záminku. Výsledkem bylo, že pro obranu před pozemní invazí byly k dispozici jen nepočetné a roztroušené jednotky předsunutých hlídek a část divize Jylland.

## Dánská armáda

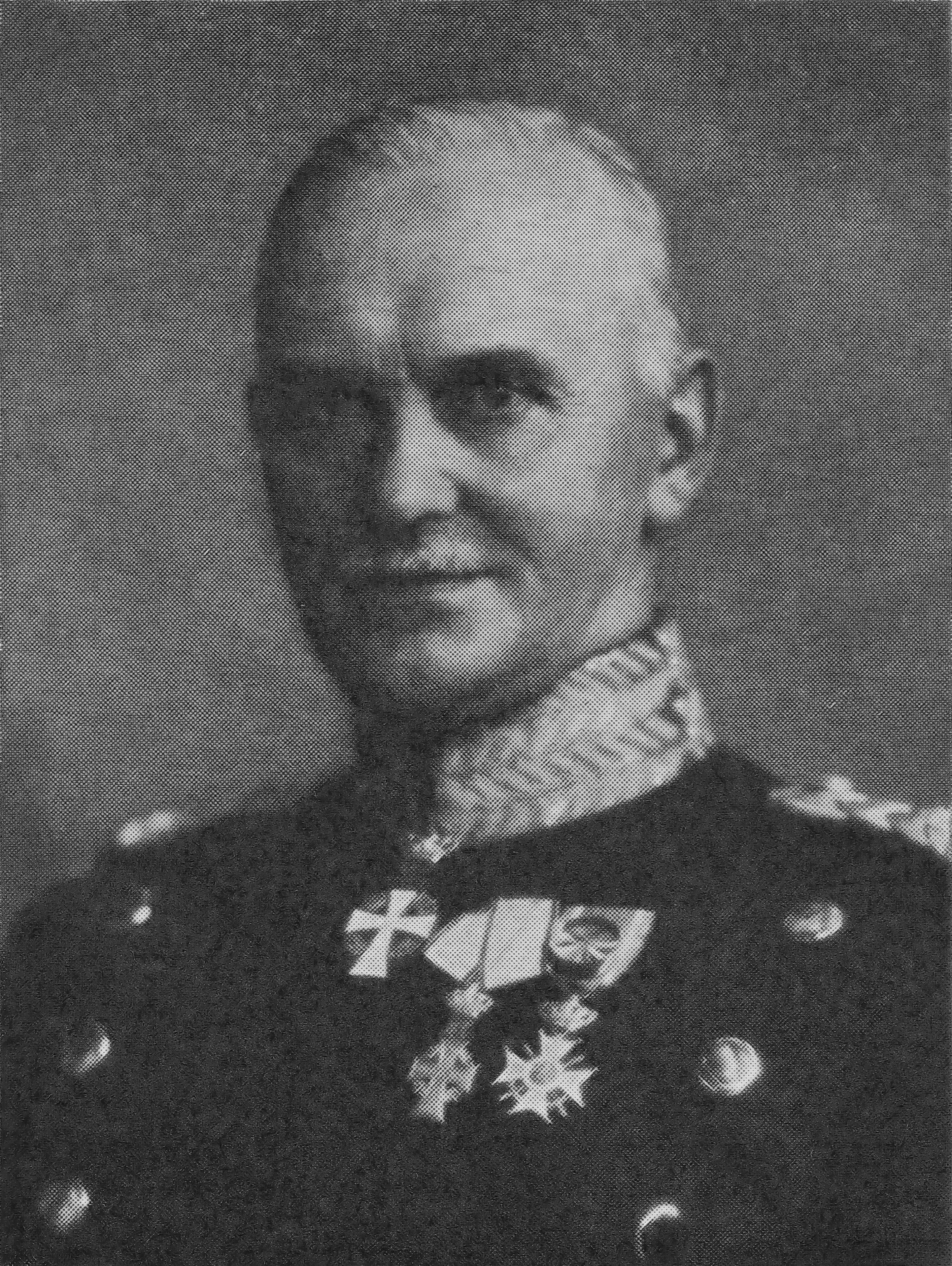
Generál W. W. Prior

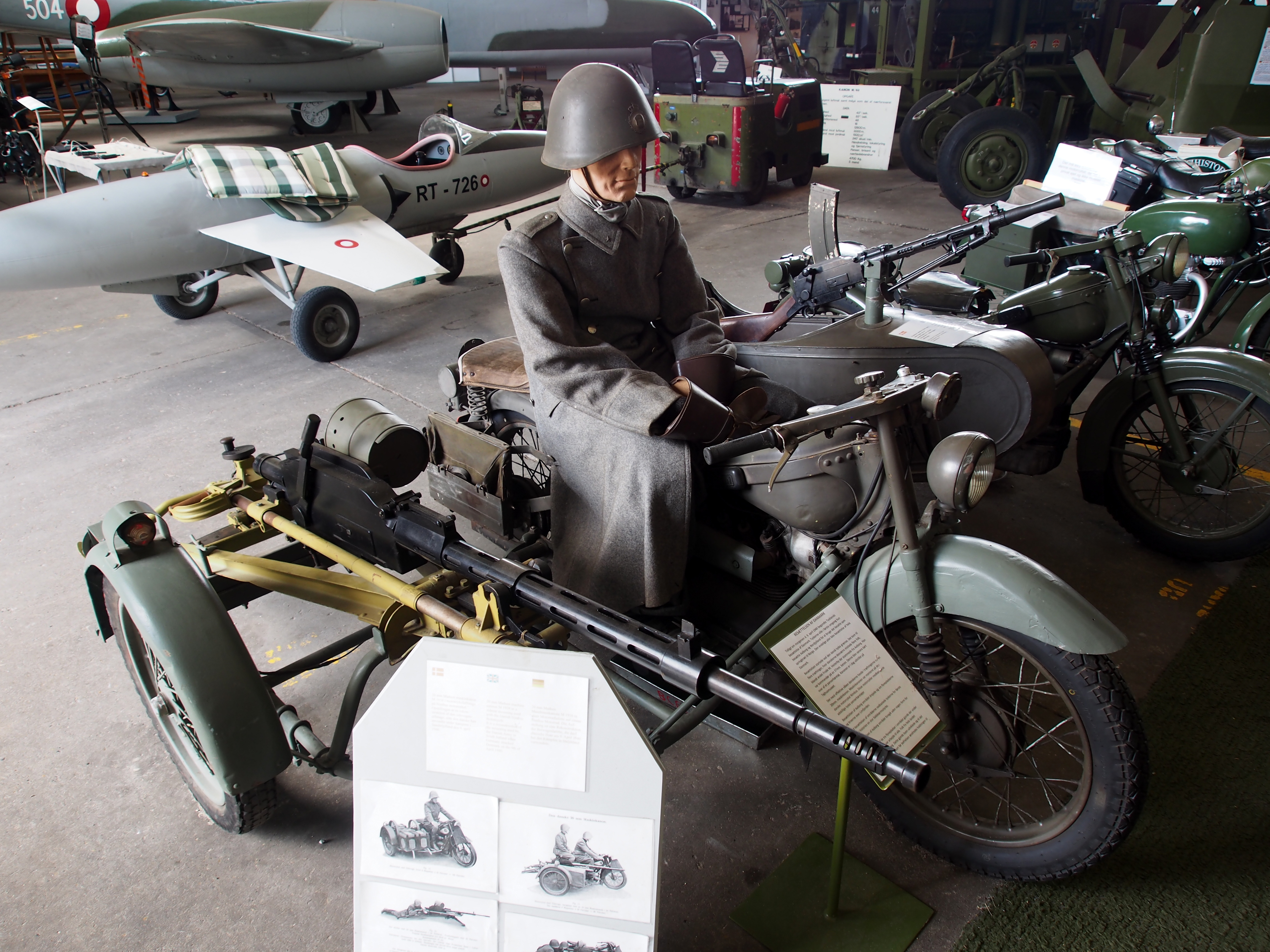
20mm kanón Madsen na motocyklu

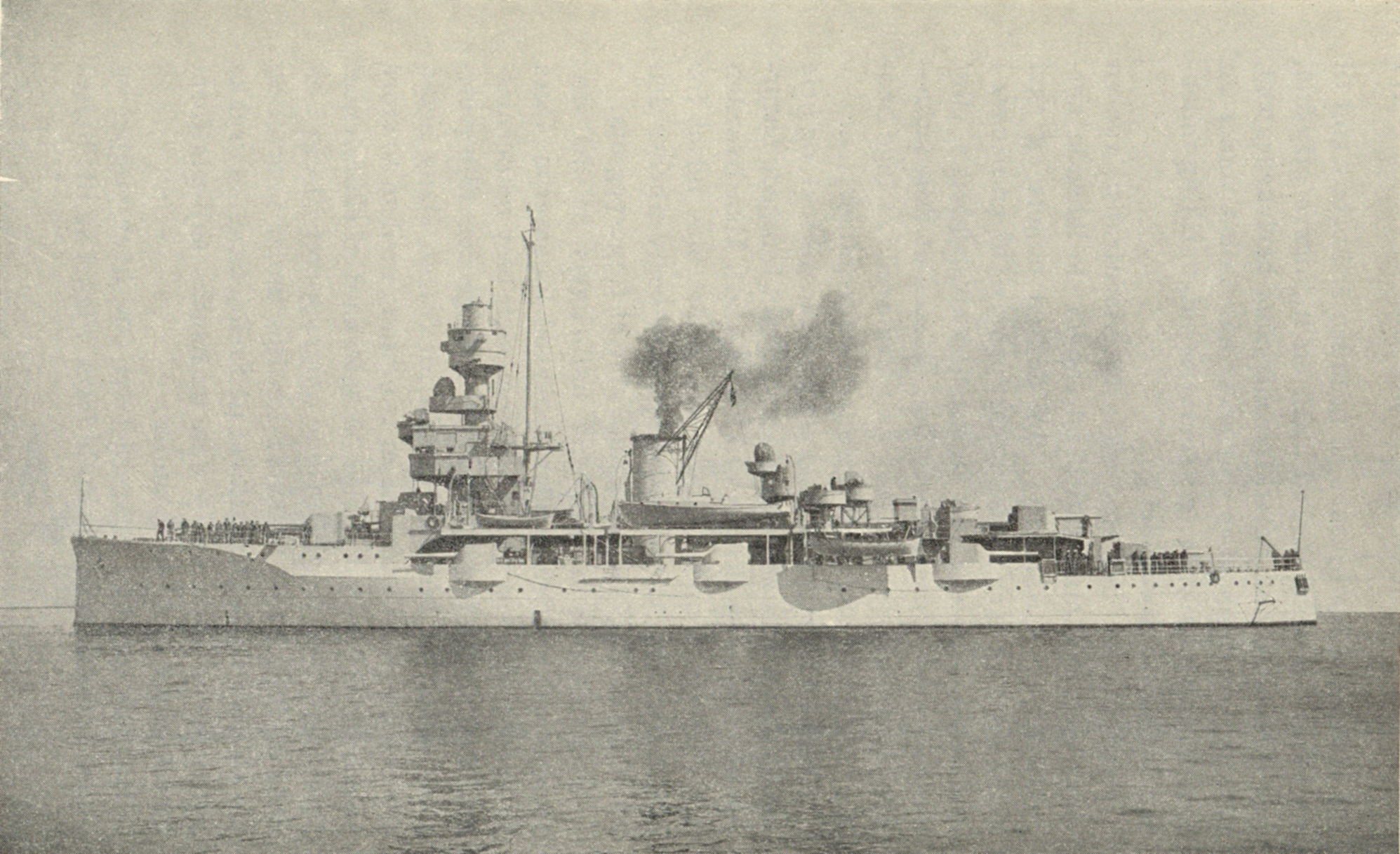
Niels Juel v roce 1939

V roce 1937 bylo dánské vládě jasné, že dánská armáda musí být kvůli agresivnímu jižnímu sousedovi modernizována a posílena. Kromě posádky na Bornholmu byly zřízeny dvě divize – jedna pro obranu Sjællandu a druhá pro obranu Jutska (Jyllandu). Armádní letecký sbor byl reorganizován a rovněž byly zřízeny podpůrné útvary protivzdušné obrany, ženijního vojska a přepravních jednotek.
Ministrem obrany byl sociální demokrat Alsing Andersen, který byl zároveň politickým představitelem ministerstva války a ministerstva pro námořní záležitosti. V čele armády stál generálporučík William Wain Prior a námořnictvu velel viceadmirál Hjalmar Rechnitzer. Sjællandské divizi velel generálmajor Hanse Rolsted, zatímco divizi Jylland se sídlem ve Viborgu velel generálmajor Frederick Christian Essemann.
Tyto dvě divize se skládaly ze sedmi pěších pluků, dvou jezdeckých pluků, královské gardy a tří polních dělostřeleckých pluků. Dánské pluky byly ve skutečnosti spíše administrativními štáby, které byly odpovědné za výcvik 6600 branců každý rok, což znamenalo, že pluky měly vážný nedostatek personálu. V zimě 1939/1940 byla armáda částečně mobilizována a 9. dubna 1940 mělo dánské vojsko 15 000 mužů, z nichž 8000 byli branci.
Dánská armáda i námořnictvo měly velmi zastaralé vybavení a minimální nebo žádné zkušenosti z terénu. Dánská armáda se naposledy zúčastnila konfliktu v roce 1864, kdy bojovala proti Prusku a Rakousku ve druhé šlesvické válce. Většina dánských vojáků byla vyzbrojena opakovacími puškami M.1889, ale na úrovni družstva byli dostatečně vyzbrojeni kulomety Madsen M.1924 a M.1929. Jednou z mála výhod dánských vojáků v krátkém konfliktu byly 20mm kanóny Madsen, které se ukázaly jako vhodné protitankové zbraně. Armáda měla také 37mm protitankové kanóny Bofors M.1937 organizované v kanónových rotách. Protivzdušnou obranu dánské armády zajišťovala 75mm protiletadlová děla L/49 M.1932 (britský Vickers Model 1931). Tři baterie rozmístěné v Jutsku zasáhly během čtyřhodinového boje několik německých stíhaček a bombardérů.
Armáda byla podporována letectvem, které se skládalo ze dvou stíhacích perutí vybavených 13 dvouplošníky Gloster Gauntlet a 7 moderními nizozemskými letouny Fokker D.XXI. Kromě toho měl armádní letecký sbor 28 průzkumných a 19 cvičných letadel. Hlavní základnou dánského letectva bylo letiště Værløse u Kodaně.
Dánské královské námořnictvo mělo své hlavní kotviště v Holmenu v Kodani, ale v důsledku mobilizace bylo rozmístěno v různých částech země. V meziválečném období bylo námořnictvo výrazně zredukováno a sestávalo pouze z 1500 mužů a 58 plavidel (2 pobřežních bitevních lodí, 6 torpédových člunů, 7 ponorek, 3 minonosek, 9 minolovek, 4 hlídkových plavidel, opravárenských a kartografických plavidel). Většina lodí byla opotřebovaná a zastaralá. Nejsilnějšími plavidly byly dvě starší pobřežní bitevní lodě Peder Skram a Niels Juel, zatímco nejmodernější jednotky představovaly tři torpédové čluny postavené na počátku roku 1930 a čtyři ponorky. Námořnictvo mělo vlastní letecký sbor, který se skládal ze dvou leteckých flotil. První byla vyzbrojena 13 hydroplány Heinkel He 8 umístěnými v Kodani, druhá byla vybavena 8 stíhacími dvouplošníky Hawker Nimrod Mk. II se základnou v Avnø.

## Boje v Jutsku
Dánské hranice byly narušeny ve 4 hodiny 15 minut u obcí Sæd, Rens, Padborg a Krusaa. Kriegsmarine zároveň vylodilo jednotky u Lillebælt, čímž byly pohraniční jednotky obklíčeny již na počátku bojů.

### Východní křídlo

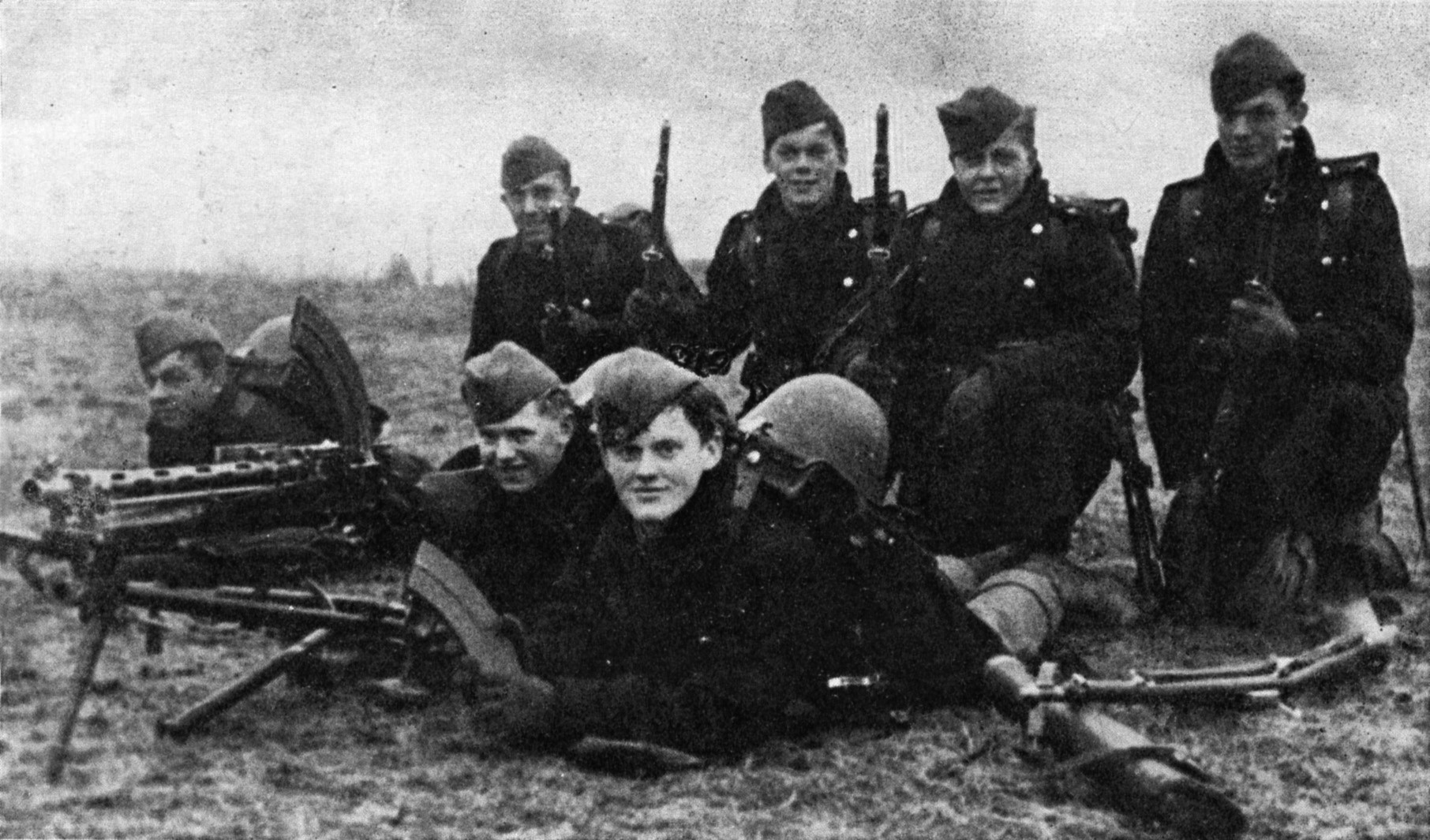
Dánští vojáci v Bredevadu v den německého útoku, kdy byli dva z těchto mužů zabiti.

#### Lundtoftbjerg
K prvnímu střetu mezi dánskou armádou a invazními silami došlo u Lundtoftbjergu, kde zaujala pozice dánská četa vyzbrojená dvěma 20mm kanóny a lehkým kulometem, se kterými pokrývala silnici. Dánové kladli krátce odpor a následně se stáhli. Němci přišli o dvě obrněná auta a tři motocykly, zatímco Dánové měli jednoho padlého a jednoho raněného.

#### Hokkerup
Další německá kolona dosáhla obce Hokkerup několik kilometrů východně Lundtoftbjergu, kde rovněž narazila na silniční zátaras, který bránila jednotka 34 dánských vojáků. Dánové vyřadili tři německá obrněná auta a donutili nepřítele k ústupu. Němci umístili ve vzdálenosti 300 metrů protitankový kanón ráže 37 mm, ale před jeho zničením se jim podařilo vypálit jen jednu ránu. Nakonec byla ale dánská jednotka obklíčena a zajata, přičemž ztratila dva muže.

#### Bjergskov

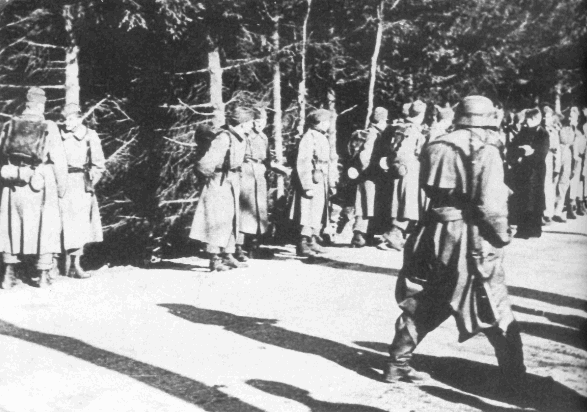
Dánští zajatci v Bjergskovu

Sedm kilometrů severně od Lundtoftbjergu narazily německé jednotky na další zátaras bráněný dvěma 20mm kanóny. Německé tanky odsunuly překážku na stranu a zahájily palbu. Jedno dělo palbu opětovalo dokud nebylo přejeto útočícím obrněncem. Střelec z kanónu se pokusil utéct do blízkého lesa, ale byl zabit německým letadlem ostřelujícím silnici. Druhé dělo se porouchalo a jeho obsluha proto chtěla ujet na motocyklech, ale byla obklíčena a zajata německými vojáky.

### Centrální sektor

#### Bredevad
Při střetnutí mezi dánskými a německými jednotkami u Bredevadu, 10 kilometrů severně od hranic, se německý předvoj čtyř obrněných aut přiblížil k vesnici. Dánští vojáci, kteří právě dorazili a ještě ani neměli čas postavit na silnici zátaras, se ukryli v zahradách a připravili své zbraně. Obsluha jednoho kulometu a jednoho 20mm kanónu v síle poloviny čety vypálila varovné výstřely. Protože je Němci ignorovali, zahájili Dánové palbu, která vyřadila jedno obrněné auto a zabila jeho řidiče. Následovala krátká přestřelka. Dánská jednotka zničila i zbylá tři obrněná vozidla za cenu čtyř padlých mužů. Boj skončil obklíčením a zajetím přeživších dánských vojáků.

#### Haderslev

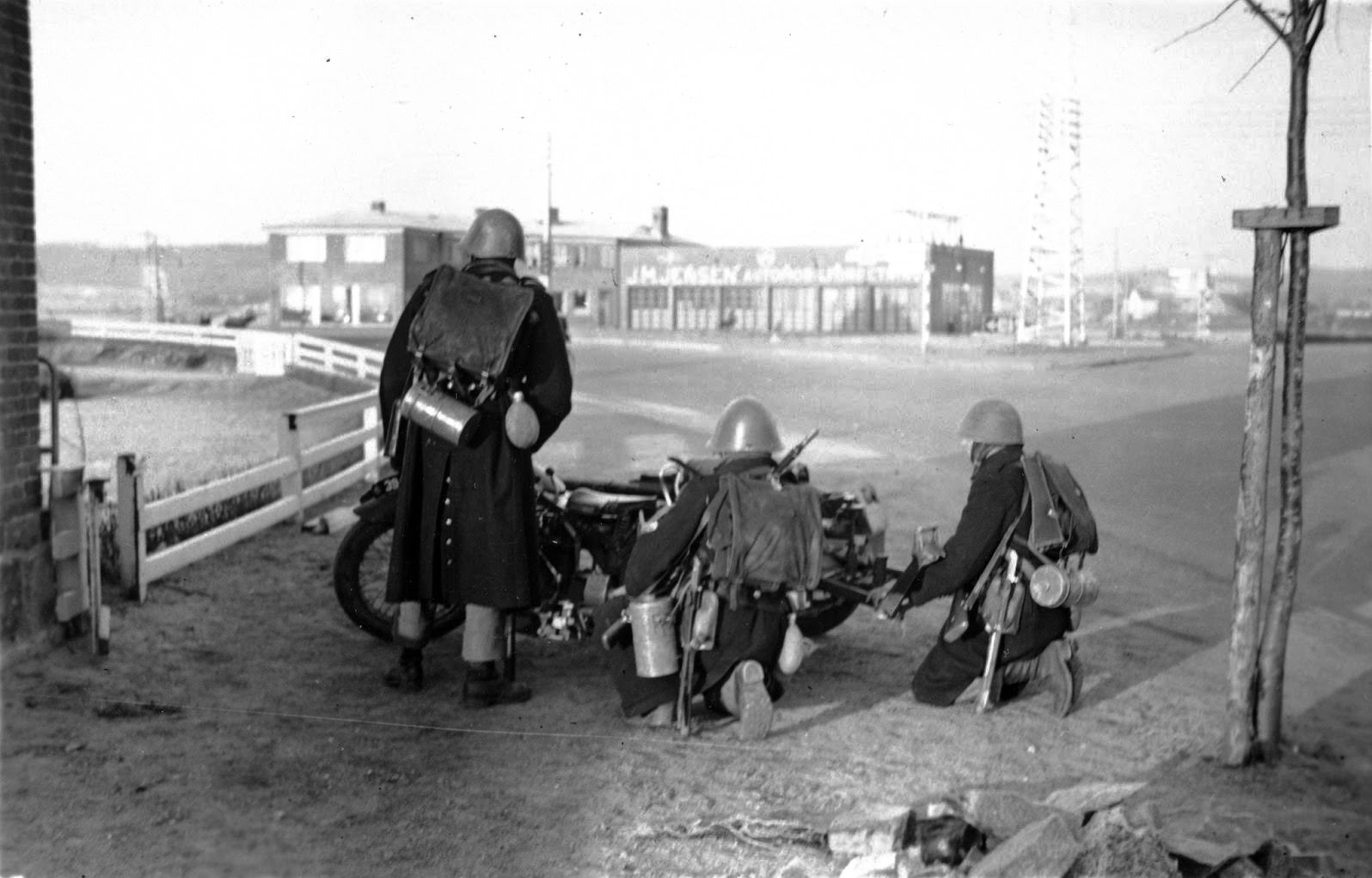
Dánští vojáci u Aabenraa

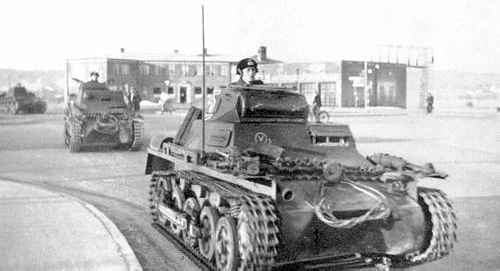
Německé tanky na křižovatce jižně od Aabenraa

Dánské jednotky se připravovaly ve vojenském táboře Søgaard k ústupu na sever k Vejle, kde se k boji připravovala hlavní část divize Jylland. U Aabenraa došlo ke střetu mezi dánským zadním vojem a pronásledujícími německými vozidly. Dánům se podařilo poškodit jeden tank a ustoupit do města Haderslev.
V Haderslevu bylo umístěno 225 mužů z divize Jylland, kteří bránili tamní kasárna a blízkou silnici. Na jižním předměstí došlo k prvnímu střetnutí, kdy pětičlenná obsluha 37mm protitankového kanónu zahájila palbu na útočící německé obrněnce. Dva tanky byly poškozeny, ale dva dělostřelci padli a ostatní byli zraněni. Za další zatáčkou se nacházel zátaras, jehož obránci vyzbrojení dvěma 20mm kanóny také kladli odpor. Němci zahájili ostřelování, které zabilo jednoho z obránců, ale kvůli neustávající dánské palbě nemohli dále postupovat. Boj trval dalších deset minut dokud z Kodaně nedorazil rozkaz ke složení zbraní. Němcům byla poté uvolněna cesta do středu města, kde však Dánové rozkaz ke kapitulaci neobdrželi a proto na německé jednotky zahájili palbu, která zabila jednoho motocyklistu a poškodila dva tanky. Při obraně kasáren padli dva dánští vojáci a v křížové palbě byli zabiti i tři civilisté. Posádka kapitulovala až poté, kdy i ona obdržela příslušný rozkaz z Kodaně.

### Západní křídlo

#### Tønder
V západním Jutsku směřoval německý útok na posádkové město Tønder. K prvnímu střetu došlo u Abildu, kde byla palbou 20mm protitankových kanónů vyřazena dvě německá obrněná auta, načež byly dánské síly donuceny k ústupu. U Sølstedu byli Němci úplně zastaveni, přičemž jeden jejich obrněnec byl zničen a druhý poškozen. Situaci změnil až útok tří letounů Henschel Hs 126, který Němcům umožnil vytlačit dánské jednotky z jejich pozic směrem k obci Bredebro. Právě když muži z posádky v Tønderu dorazili do Bredebra, dorazil k nim rozkaz ke kapitulaci a boje tak skončily.

#### Abild and Sølsted
U Abildu zničila před svým ústupem dánská obsluha 20mm kanónu dvě německá obrněná auta z 11. motorizovaného pluku. U Sølstedu zaujala obranné pozice u silnice dánská protitanková jednotka v síle do 50 mužů, vyzbrojená rovněž 20mm kanónem. Když se jednotky 11. motorizovaného pluku a jejich obrněná auta přiblížily na dostřel, Dánové zahájili palbu. První obrněnec byl zasažen a skončil v příkopu, další pokračoval vpřed až do chvíle, kdy byl zasažen a musel vycouvat. Přestože obdržel několik dalších zásahů, stále opětoval palbu. Německá pěchota se dvakrát pokusila obklíčit dánské pozice, ale oba pokusy byly odraženy silnou palbou obránců. Když německý velitel pluku viděl, že jeho útok selhal, požádal vysílačkou o podporu. Zanedlouho se objevila trojice letounů Henschel Hs 126, které na dánskou jednotku shodily bomby a pálily z kulometů. Dánský velitel proto vydal rozkaz k ústupu do Bredebra.

## Vzdušné výsadky

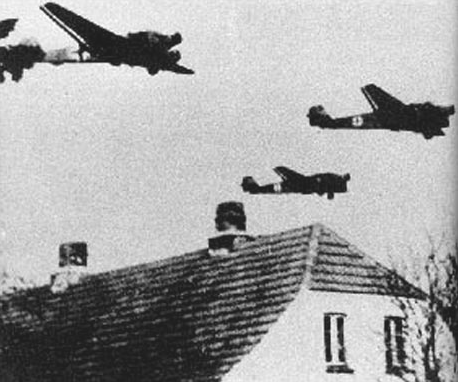
Německé letouny Ju 52 nad Dánskem dne 9. dubna 1940

Přibližně v 5 hodin začal historicky první útok provedený výsadkáři. Celkem 96 Fallschirmjägerů vyskočilo z devíti transportních letounů Junkers Ju 52 s cílem obsadit most Storstrøm spojující ostrov Falster se Sjællandem a pevnost na ostrově Masnedø. Němci očekávali tvrdý boj o pevnost, ale k překvapení elitních výsadkářů byli uvnitř zajati pouze dva vojíni a jeden důstojník. Výsadek otevřel cestu pro další postup 198. pěší divize na Kodaň.
O 75 minut později seskočily stovky výsadkářů nad Aalborgem, správním střediskem severního Jutska, aby obsadily letiště Aalborg, hlavní vojenský cíl operace Weserübung Süd. Podle plánu se mělo toto letiště stát výchozím bodem pro invazi do Norska. Výsadkáři nenarazili na žádný odpor a za méně než hodinu již na ploše přistával velký počet německých letadel. Během prvního dne okupace bylo zaznamenáno více než 200 vzletů a přistání, přičemž většinou se jednalo a letouny převážející jednotky a palivo na norské letiště Fornebu v Oslu.

## Námořní výsadky
Ve 3 hodiny 55 minut podnikli Němci překvapivý útok na Gedser, nejjižnější město Dánska. Trajekt na pravidelné lince z Warnemünde byl doslova napěchovaný německými vojáky, kteří se po vylodění rozptýlili a přerušili telefonní kabely. V těsném závěsu je následovaly obrněnce a motocykly, které urychleně směřovaly k mostu Storstrøm, který měly zajistit společně s výsadkáři.
Za účelem zajištění spojení mezi Jutskem a Sjællandem vylodilo Kriegsmarine další jednotky 198. pěší divize u Funenu. Ve stejnou dobu přistály německé jednotky v Korsøru a Nyborgu, čímž přerušily komunikaci mezi Funenem a Sjællandem. Vylodění v Korsøru se nesetkalo s odporem a Němci proto rychle postupovali na Kodaň, kam dorazili kolem poledne.

## Obsazení Kodaně

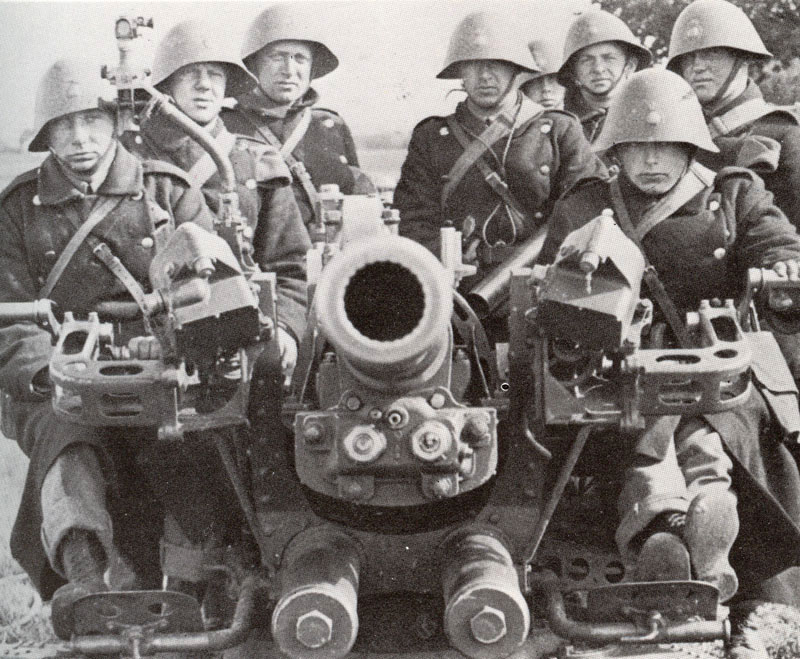
Dánská obsluha protiletadlového kanónu Vickers Model 1931

Rychlé obsazení hlavního města bylo považováno za nezbytné kvůli kapitulaci dánských představitelů. Ve 4 hodiny 20 minut německá minonoska Hansestadt Danzig, doprovodný ledoborec Stettin a dva hlídkové čluny vpluly do kodaňského přístavu s vyvěšenou válečnou vlajkou Reichskriegsflagge. Přístav byl sice chráněn pobřežním dělostřelectvem v pevnosti Middelgrundsfortet, ale rozkaz nově jmenovaného dánského velitele k vypálení varovného výstřelu nemohl být proveden, protože právě dorazivší vojáci základní služby nedokázali děla zprovoznit. V 5 hodin 18 minut se vylodil prapor 198. pěší divize, který bez jediného výstřelu zajal 70 mužů z posádky v pevnosti Kastellet, kde se nacházelo velitelství dánské armády. Dalším cílem německých jednotek byl dánský královský palác Amalienborg.

### Amalienborg a kapitulace
Když německá pěchota dorazila k Amalienborgu, setkala se s odhodlaným odporem výcvikové roty královské gardy, která odrazila první útok za cenu tří zraněných. Tento střet umožnil králi Kristiánu X. a jeho ministrům poradit se vrchním velitelem dánské armády generálem Wain Priorem. Během jejich diskuze nad městem přelétávalo několik formací bombardérů Heinkel He 111 a Dornier Do 17 z Kampfgeschwader 4, které shazovaly letáky s výzvou ke kapitulaci. Tváří v tvář zjevné hrozbě náletů Luftwaffe na civilní obyvatelstvo Kodaně všichni představitelé, s výjimkou generála Priora, souhlasili s kapitulací. Bez ohledu na hrozbu bombardování byla každopádně vojenská situace Dánska neudržitelná. Jeho malá rozloha a nevelký počet obyvatel znemožňovaly dlouhodobější obranu před Německem. Převažující plochý terén Jutska nepředstavoval pro německé obrněnce rychle postupující ze Šlesvicka-Holštýnska žádnou překážku. Na rozdíl od Norska nemělo Dánsko horská pásma, ze kterých by bylo možné vést táhlý odpor. Dánská vláda proto v 6 hodin kapitulovala s podmínkou zachování politické nezávislosti v domácích záležitostech.

## Osud dánského letectva

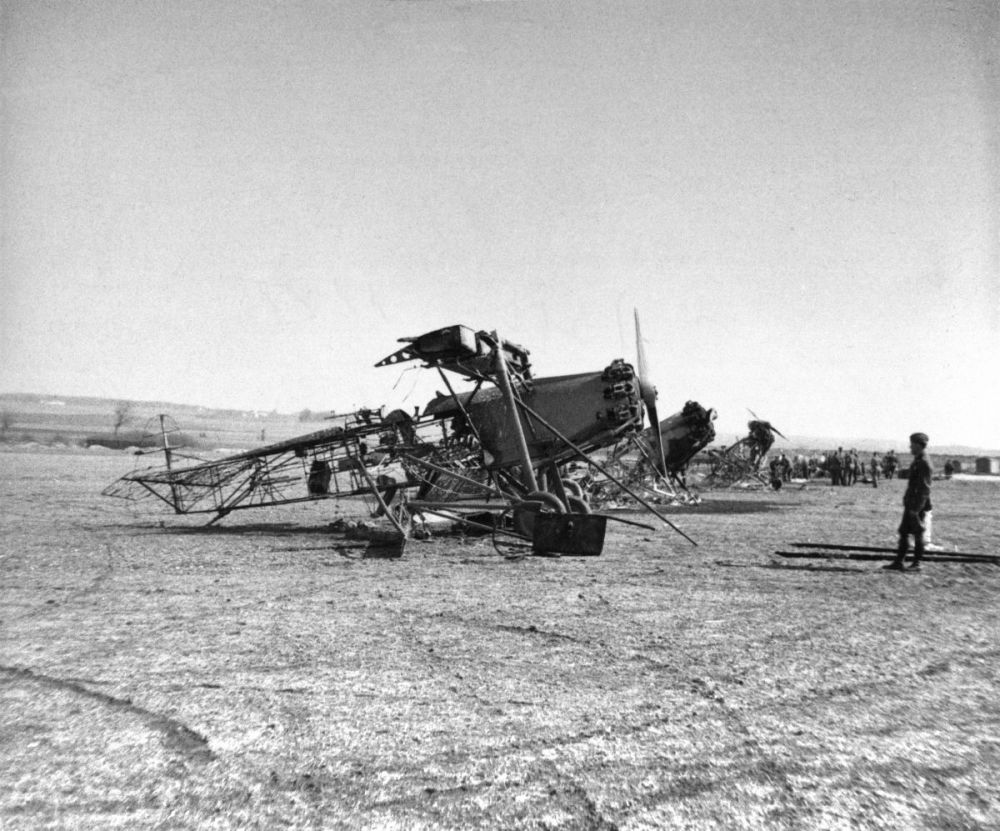
Zničené dánské Fokkery C.V ve Værløse

Celé dánské královské letectvo o síle čtyř perutí bylo umístěno na letišti Værløse u Kodaně. V očekávání německé invaze se perutě připravovaly k rozmístění na záložní letiště, ale když se v 5 hodin 25 minut nad základnou objevily první letouny Luftwaffe, byly všechny dánské stroje stále na svém místě. Jeden průzkumný letoun Fokker C.V-E, který právě startoval, byl ve výšce 50 metrů sestřelen strojem Messerschmitt Bf 110 pilotovaným kapitánem Wolfgangem Falckem. Oba letci z osádky Fokkeru byli zabiti. Německé Bf 110 poté pod těžkou protiletadlovou palbou ostřelovaly dánské letouny připravující se ke vzletu, přičemž zničily 11 letounů a těžce poškodily dalších 14. Luftwaffe touto akcí zničila většinu dánského letectva. Dánské námořní letectvo zůstalo na svých základnách a vyhnulo se tak ztrátám.

## 1. rota 11. praporu
Přestože většina jednotek dánské armády uposlechla rozkaz ke kapitulaci, jeden útvar se odmítl vzdát. Plukovník Bennike, velitel 4. pluku umístěného v Roskilde, považoval výzvu dánské vlády ke složení zbraní za násilím vnucenou německou akci a rovněž se domníval, že bylo přepadeno i Švédsko. Namísto kapitulace se proto se svými vojáky nalodil v Elsinore na trajekt a odplul do Švédska. Když se toto nedorozumění vyjasnilo, zůstali někteří dánští vojáci ve švédském exilu, zatímco ostatní se vrátili do Dánska.

## Ztráty

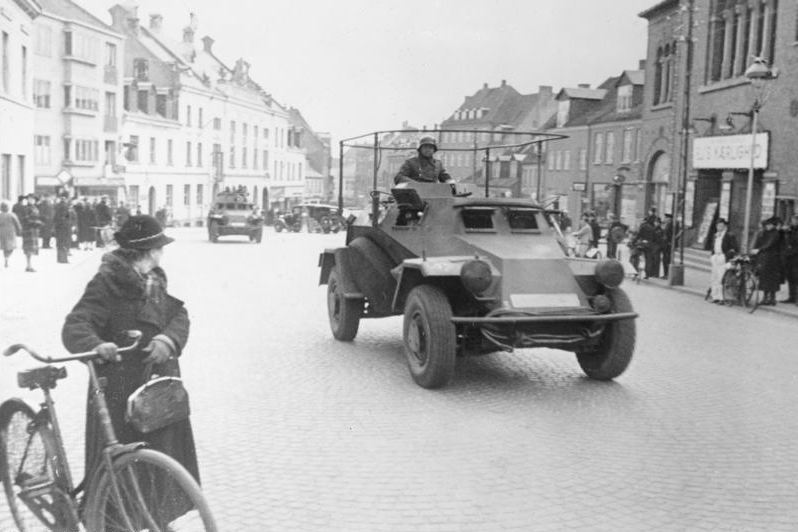
Německé obrněné auto SdKfz.222 ve Viborgu dne 12. dubna 1940

Německé vrchní velení se pokusilo v rámci propagandy prezentovat útok na Dánsko jako nenásilnou invazi a proto nebyly údaje o německých ztrátách nikdy zveřejněny. Tento pokus byl relativně úspěšný, protože většina světové veřejnosti díky tomu uvěřila, že se Dánsko invazi nebránilo.
V roce 2005 však byly otevřeny archivy dánské zbrojovky DISA vyrábějící 20mm kanóny, které během bojů vyřadily nemalý počet německých vozidel. Němci se o tyto zbraně velice zajímali a vyžádali si jejich export do říše. Zástupcům dánské společnosti bylo při příležitosti zavedení kanónů do výzbroje wehrmachtu řečeno, že při invazi měly na svědomí 203 mrtvých nebo zraněných německých vojáků.
Přesná výše německých ztrát není každopádně stále známa. Kromě bojových ztrát na frontě bylo sestřeleno nebo poškozeno několik německých letounů a také bylo potopeno jedno plavidlo po najetí na minu v úžině Velký Belt.

## Následky

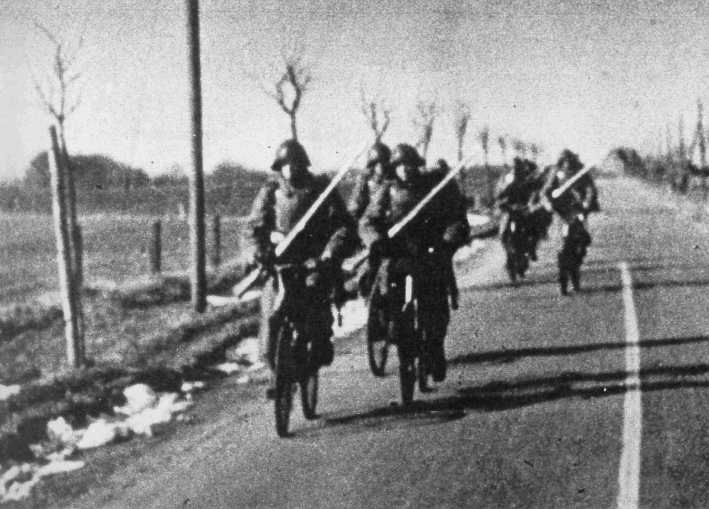
Vojáci z 4. cyklistického praporu

Rychlá kapitulace Dánska během pouhých šesti hodin vedla k výjimečně mírnému okupačnímu režimu (až do léta 1943) a také k odložení zatýkání a deportace dánských židů, z nichž byla většina na poslední chvíli evakuována do Švédska. Vzhledem k tomu, že téměř všichni židé žili v Kodani, kterou na počátku invaze napadly pouze menší německé jednotky, v případě vyhlášení dánské všeobecné mobilizace a úspěšné obrany před první invazní vlnou mohli být do Švédska přepraveni všichni židé. Z celkového počtu více než 8 tisíc dánských židů bylo deportováno 477 osob a asi 70 z nich válku nepřežilo.

## Ohlas v kultuře
V roce 2015 byl v Dánsku natočen film 9. duben o cyklistické jednotce dánské pěchoty během německé invaze.